# La Cerca (Burgos)
La Cerca es una localidad española del municipio burgalés de Medina de Pomar, en la comunidad autónoma de Castilla y León. Constituida como entidad local menor, pertenece a la comarca de Las Merindades y al partido judicial de Villarcayo.

## Geografía
Dista 7 km de la capital del municipio, Medina de Pomar por la carretera autonómica BU-551 que atraviesa la localidad. Situado entre las localidades de Villatomil, Salinas de Rosío, Villamor y Bóveda de la Ribera.
Por carretera se accede partiendo desde el cruce de El Olvido en Medina de la N-629 tomando la carretera autonómica BU-551 con dirección La Cerca o Criales.
Desde el núcleo urbano parten las carreteras provinciales BU-V-5515, al norte hacia Salinas de Rosío, y hacia el sur en dirección a Bóveda de la Ribera la BU-V-5511.

## Historia

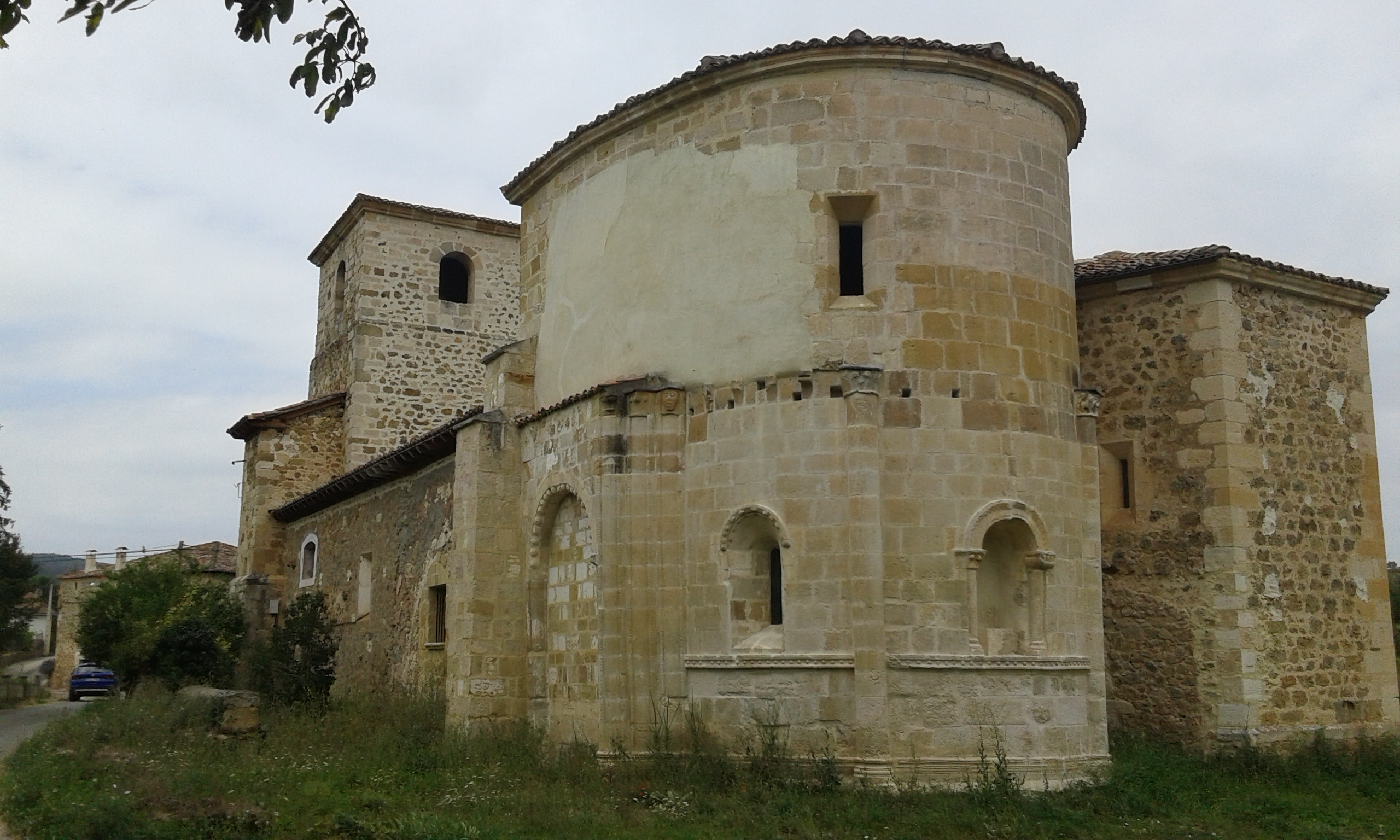
Ábside románico de la iglesia de la Asunción

Lugar perteneciente a la Junta de la Cerca , una de las seis en que se subdividía la Merindad de Losa en el Corregimiento de las Merindades de Castilla la Vieja, jurisdicción de realengo con regidor pedáneo.
A la caída del Antiguo Régimen queda agregado, en condición de capital, al ayuntamiento constitucional de Junta de la Cerca, en el partido de Villarcayo perteneciente a la región de Castilla la Vieja, para posteriormente integrarse en su actual municipio de Medina de Pomar.
A mediados del siglo XIX, el lugar contaba con una población censada de 45 habitantes. La localidad aparece descrita en el sexto volumen del Diccionario geográfico-estadístico-histórico de España y sus posesiones de Ultramar de Pascual Madoz de la siguiente manera:

CERCA (la): l. en la prov., dióc, aud. terr. y c. g. de Burgos (15 leg.), part. jud. de Villarcayo (2): en él se celebran las reuniones del ayunt. titulado de la junta de la Cerca y para su gobierno interior nombran un alc. pedáneo, otro suplente y un fiel de fechos. sit. sobre un cerro con buena ventilacion y clima saludable. Tiene 40 casas, una escuela de primeras letras concurrida por 20 ó 25 niños, una ig.l parr. con la advocacion de Ntra. Sra., servida por un cura de provision del dioc. en patrimoniales; un cementerio y una fuente de buenas aguas para el surtido del vecindario. Confina el térm. N. Salinas de Rosio; E. Villata; S. Rosales y Villabentin, y O. Larriba. El terreno es montuoso y delgado y se divide en primera, segunda y tercera suertes; la primera tiene 80 fan. de sembradura, la segunda 100 y la tercera 140, que producen de 5 á 7 por una; hay varios montes de roble y encina, y está bañado por las aguas de los r. Salado y Momediano que pasan á 100 varas de dist. en dirección de N. á S. Los caminos son de servidumbre. ind.: la agrícola y un herrero, y el comercio: estraccion de ganados ó importacion de granos, vino y aceite. prod.: trigo, cebada, avena, yeros y legumbres; ganado vacuno, lanar, cabrio y yeguar, y caza de liebres, perdices, zorros y lobos. pobl.: 12 vec., 45 alm. cap. prod.: 291,620 rs. imp.: 25,857.
(Madoz, 1847, p. 319)

## Geografía humana

### Demografía
| Gráfica de evolución demográfica de Junta de la Cerca entre 1842 y 1970 |
| |
| En este censo se denominaba Junta de Cerca: 1842 Entre el censo de 1981 y el anterior, este municipio desaparece porque se integra en el municipio 09209 (Medina de Pomar) Población de derecho según los censos de población del INE. Población de hecho según los censos de población del INE. |

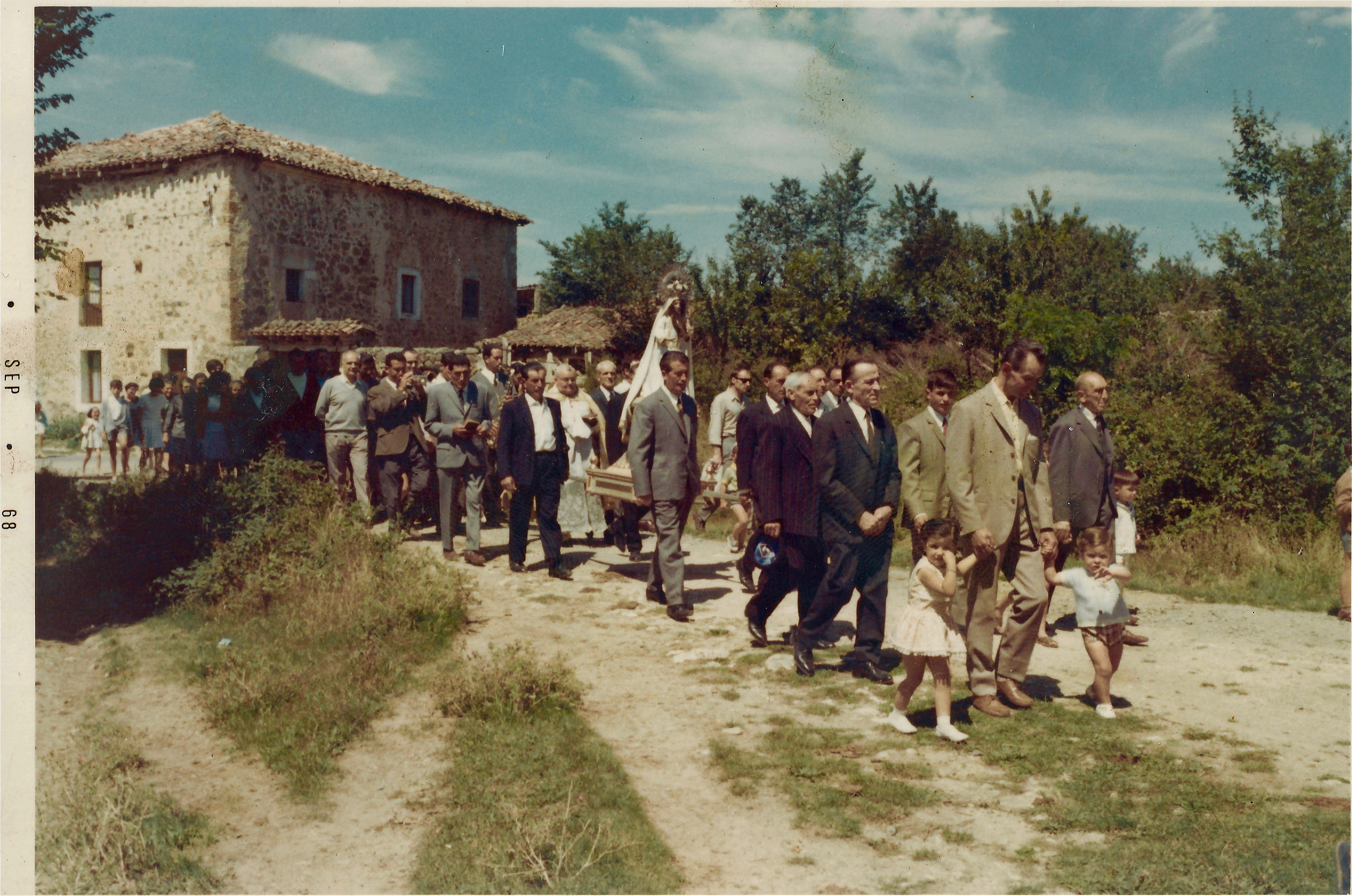
Procesión religiosa en La Cerca (1968)

En 2006, contaba con 16 habitantes, los mismos que en 2007.